# Platinum Tower
Platinum Tower (nazywany także Migdal Platinum) – biurowiec w osiedlu Ha-Kirja we wschodniej części miasta Tel Awiw, w Izraelu.

## Historia
Biurowiec wybudowano w 1999 w Południowej Strefie Biznesowej HaKirja. Grunty pod jego budowę osiągnęły najwyższą cenę w historii Izraela. W budynku są także najwyższe czynsze w Tel Awiwie.

## Dane techniczne
Budynek ma 23 kondygnacje i wysokość 96,4 metrów.
Wieżowiec wybudowano w stylu futurystycznym. Ma on nietypowy kształt, z jedną pochyloną sekcją. Wzniesiono go z betonu. Elewacja jest wykonana z granitu, szkła i paneli aluminiowych w kolorach białym, szarym i granatowym.
Wykorzystywany jest jako biurowiec, w którym swoje siedziby mają firmy handlowe i biznesowe. W podziemiach umieszczono parking.